# Barfußschuh

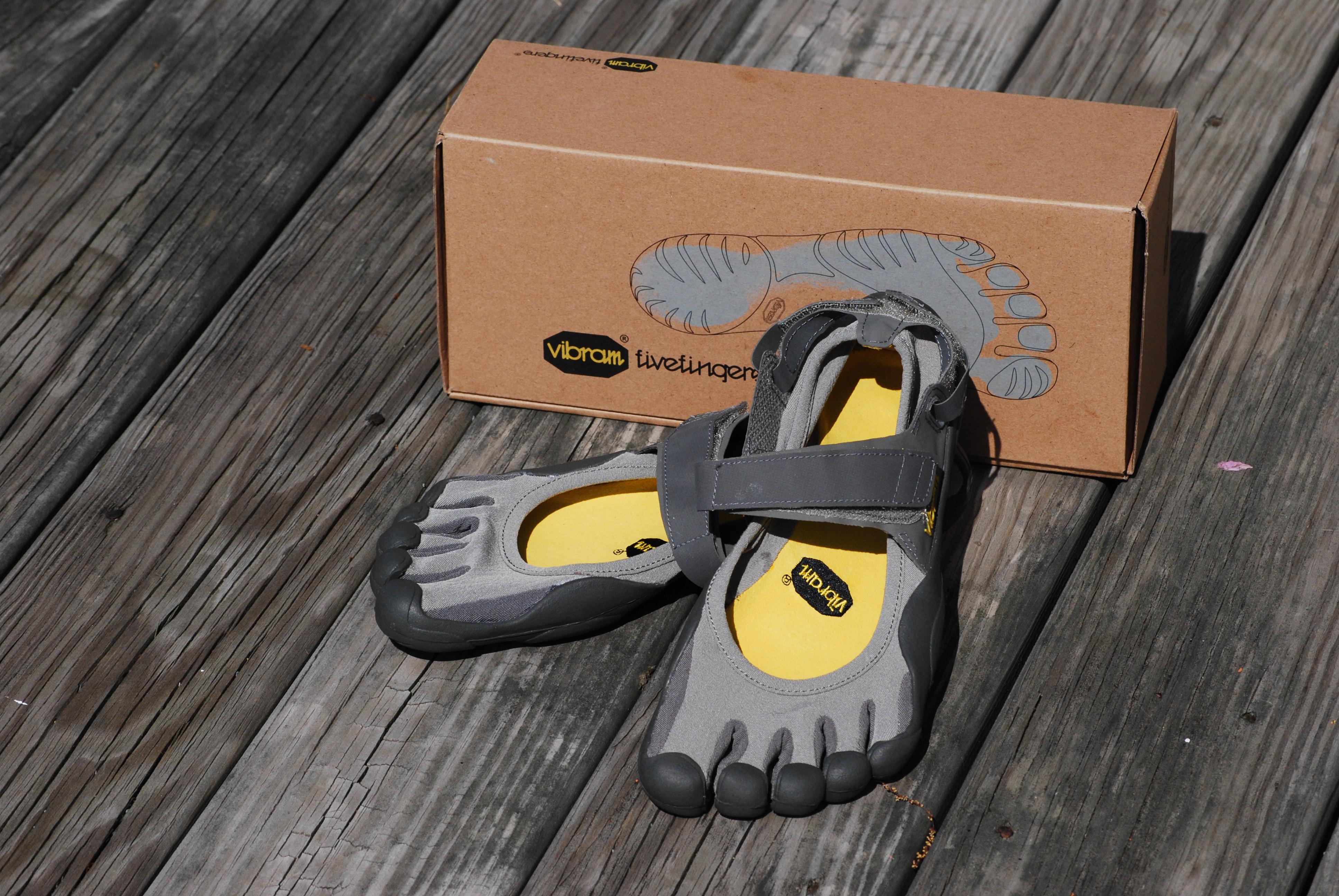
Zehenschuhe von Vibram

Barfußschuhe sind Schuhe, die so gestaltet sind, dass sie das Barfußgehen nachempfinden lassen. Die Bezeichnung ist ein Oxymoron, sie bedeutet nicht, dass der Schuh barfuß getragen wird oder dass mit Hilfe eines Schuhs barfuß gelaufen wird. Im Gegensatz zu konventionellen Schuhen sind Barfußschuhe (oder auch Minimalschuhe genannt) im Vorderfuß nicht spitz zulaufend geschnitten, sondern an der anatomischen Passform eines gesunden Fußes ausgerichtet. Der Vorderfuß ist breiter geschnitten, die Sohle ist dünn und flexibel und es gibt keine Sprengung, also keine Höhendifferenz zwischen Vorfuß und Ferse.

## Barfußgehen
Die Laufstile beim Barfußgehen und beim Gehen in festen Schuhen unterscheiden sich grundsätzlich. Während die meisten Menschen in festen Schuhen, vor allem in solchen mit ausgeprägter Dämpfung, auf der Ferse auftreten (Fersengang oder Heelstrike), treten geübte Barfußläufer mit dem Vorderfuß auf (Ballengang oder Forefoot Strike). Die auf den Fuß wirkenden Kräfte sind beim Ballengang nachweislich geringer. Die Studie von Lieberman bezieht sich allerdings nur auf den „Running“-Bereich, nicht auf den „Geh“-Bereich (der beim Ballengang gemeint ist). Wissenschaftliche Studien, die belegen, dass der Ballengang natürlicher ist oder geringere Kräfte wirken, gibt es nicht.  Allerdings existieren Studien, nach denen der Ballengang mehr Energie verbraucht. Weitere Merkmale des Barfußlaufens („Running“) sind eine kleinere Schrittlänge, eine höhere Schrittfrequenz und eine bessere Balancefähigkeit. Diese entsteht durch Rückmeldungen des Körpers auf Unebenheiten im Untergrund, die durch Rezeptoren an der Fußsohle wahrgenommen werden.
Der Fuß wird beim Barfußgehen gefordert, sich an die Gegebenheiten des Untergrunds anzupassen. Dadurch werden die Muskeln trainiert, die an den Zehenknochen ansetzen. In geschlossenem und engem Schuhwerk sind die Füße eingeengt und werden daher passiv beansprucht. Barfußgehen verbessert die Blutzirkulation in den Füßen, stärkt die Fußmuskulatur und fördert eine gesunde und ökonomische Gehtechnik sowie die Sensomotorik und das Gleichgewicht.

## Eigenschaften von Barfußschuhen

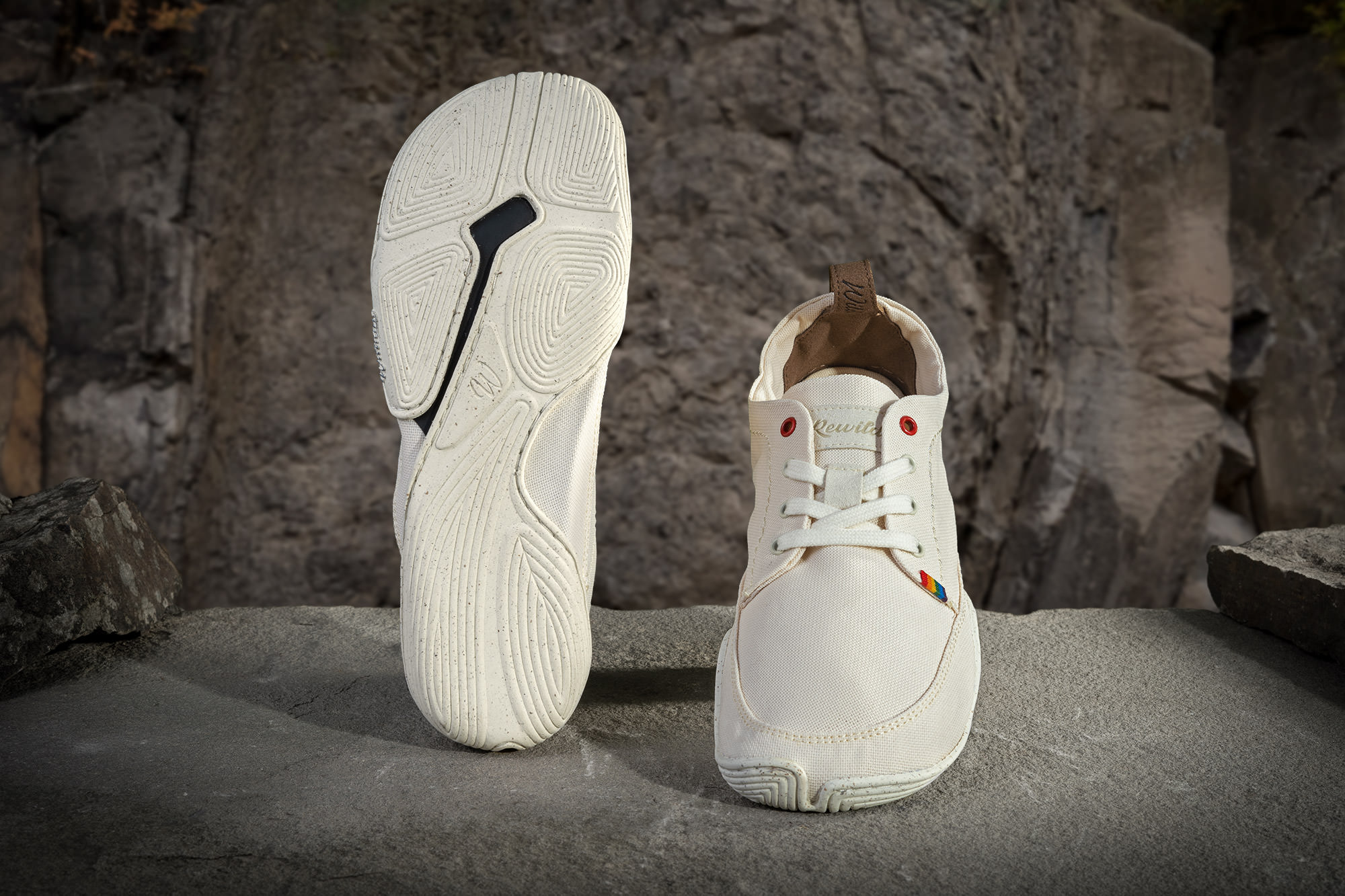
Barfußschuhe in "klassischer Schuhform" mit breiter Zehenbox

Als Erfinder des Barfußschuhs gilt der Südtiroler Robert Fliri (1976–2025), der 1999 erste Modelle eines Zehenschuhs entwickelt hatte, der 2005 von Vibram unter dem Namen FiveFingers auf den Markt gebracht wurde. Barfußschuhe besitzen eine besonders dünne und flexible Sohle ohne Fußbett, Absatz und Sprengung und sind im Vorderfuß nicht spitz zulaufend geschnitten wie herkömmliche Schuhe, sondern folgen der natürlichen Fußform. 
Durch die dünne Sohle wird die Struktur des Untergrunds beim Laufen spürbarer als mit dicken Sohlen. Trotzdem sind die Füße durch die Sohle vor scharfen Gegenständen, Schmutz und Nässe geschützt. Das Gewicht liegt bei Barfußschuhen deutlich unter 350 g und ermöglicht dem Träger so das Gefühl, barfuß zu gehen. In der Läuferszene wurde der Trend aufgegriffen und fand schnell Verbreitung. Als erster Barfußschuh gilt der Nike Free von 2004, andere Hersteller wie Adidas und Asics folgten.
Mehrere Studien befassten sich mit dem Barfußschuh und seinen Auswirkungen.